# Дземенжице
Дземенжи́це, до 2013 года — Дземежи́це (пол. Dziemięrzyce) — село в Польше в сельской гмине Рацлавице Мехувского повета Малопольского воеводства.
Село располагается в 4 км от административного центра сельской гмины села Рацлавице, в 15 км от административного центра повета города Мехув и в 34 км от административного центра воеводства города Краков.
В 1975—1998 годах село входило в состав Келецкого воеводства. До 31 декабря 2012 года село именовалось как «Дземежице» (Dziemierzyce).